# Eddie Barclay
Édouard Ruault (26 de enero de 1921 - 13 de mayo de 2005), conocido como Eddie Barclay, fue un productor musical francés. En su trayectoria profesional, trabajó con artistas como Jacques Brel, Dalida o Charles Aznavour. Fue el fundador de la compañía discográfica Barclay Records.

## Biografía
Ruault nació en París el 26 de enero de 1921. Pasó gran parte de su primera infancia con su abuela en Taverny (en el actual Valle del Oise). Sus padres compraron el Café de la Poste en el centro de París cuando era niño y a la edad de 15 años dejó la escuela para trabajar en negocio familiar. Su formación musical fue autodidacta. Le gustaba el jazz estadounidense y especialmente la música de Fats Waller. A menudo visitaba el Hot Club de France para escuchar el quinteto de Stéphane Grappelli y Django Reinhardt.
Comenzó a tocar el piano profesionalmente el club "L'Étape" de París, donde sus actuaciones de media hora se alternaban con las de un joven Louis de Funès, también al inicio de su carrera. Cuando los alemanes ocuparon Francia, prohibieron el jazz y Ruault organizó regularmente reuniones de zazús en su casa para escuchar discos de jazz y emisoras de radio ilegales. Pierre-Louis Guérin lo contrató como pianista para su club nocturno, "Le Club".
Tras la guerra, Eduard Ruault cambió su nombre por Eddie Barclay y abrió el "Eddie's Club" en Paris. En 1947 formó una banda, que contaba con su esposa, Nicole, como cantante bajo el nombre de Eve Williams. Barclay fundaron "Blue Star Records", usando su apartamento como almacén de discos. Entre los músicos que trabajaron con el sello se encontraban nombres como Don Byas y Eddie Constantine. Barclay escribió canciones con Charles Aznavour y Boris Vian, con Vian además editó la revista Jazz.
En 1952 Alan Morrison, un cliente del club de Barclay, lo invitó a visitar Estados Unidos para ver la nueva tecnología de grabación que permitía la producción de discos de vinilo de 45rpm y LPs. En 1955 Barclay llegó a un acuerdo para la fabricación y distribución de materia discográfico en Europa con Mercury Records. Contrató a sesenta profesionales procedentes de la factoría de Pathé-Marconi en París y comenzó a promocionar el nuevo formato de microsurco en el mercado francés. factory and began promoting the new microgroove format to the French market. Además de publicar discos estadounidenses de artistas de la talla de Ray Charles, Dizzy Gillespie, Sammy Davis, Jr. o Duke Ellington, Barclay contrató a Gerhard Lehner, un ingeniero de sonido alemán, para realizar grabaciones originales en París.Tras vender un millón y medio de copias del "Only You (And You Alone)" de the Platters, Barclay Records se convirtió en la mayor compañía discográfica de Francia.
Entre sus descubrimientos se encuentran artistas como Hugues Aufray, Michel Delpech, Dalida, Mireille Mathieu, Claude Nougaro, Eddy Mitchell, Sylvie Vartan, Johnny Hallyday, Françoise Hardy, Nino Ferrer, Henri Salvador, Daniel Balavoine o el británico Vince Taylor. Todos los artistas del sello, además, gozaron de amplia libertad creativa.
Aznavour se unió a Barclay en 1956 y ambos colaboraron en la creación de canciones como Quand tu m'embrasses. El poeta y cantante belga, Jacques Brel, estuvo vinculado a Barclay desde 1962 hasta su fallecimiento en 1978. Con el sello publicó algunos de sus mayores éxitos, como "Le plat Pays" y "Les Bigotes". Brel había trabajado con Philips Records antes de firmar con Barclay, al igual que Juliette Gréco. Philips amenazó con litigar, pero el asunto se resolvió fuera de los tribunales y Barclay entregó a Johnny Hallyday a Philips como parte del acuerdo. El poeta anarquista Léo Ferré fue otro cantante y compositor que se unió a Barclay Records para beneficio mutuo.
Sin embargo, el olfato de Barclay para el éxito no fue infalible. Se negó a contratar a Bob Marley, terminó su colaboración con Pierre Perret y despidió a Michel Sardou, cuatro años después de descubrirlo, diciéndole "Mi viejo amigo, escribe canciones si quieres, pero sobre todo no las cantes. No tienes ningún talento".
A comienzos de los años 80, mientras se recuperaba de un cáncer de garganta que le había sido diagnosticado en 1979, vendió el 80% de su compañía discográfica a Polygram, y se retiró a Saint-Tropez, donde había pasado 25 años construyendo una casa llamada Maison du Cap, Ramatuelle, desde que Brigitte Bardot le recomendara en los años 50,  comprar tierras allí. Sus fiestas de Saint-Tropez en las que todos los invitados vestían de blanco se convirtieron en grandes eventos para los medios franceses. La mansión de Barclay fue comprada posteriormente por el empresario sueco Johan Eliasch.
En marzo de 1994 Barclay se sometió a una cirugía de bypass cuádruple después de un ataque cardíaco. El 29 de abril de 2005 ingresó en el Hospital Ambroise Paré de París, donde falleció la madrugada del 12 de mayo.